# Daniel Orellano
Daniel Edgardo Orellano (Roldán, 23 de agosto de 1970-Roldán, 22 de abril de 2023) fue un guitarrista, cantautor, arreglista y folclorista argentino.

## Biografía
Daniel Orellano nació el 23 de agosto de 1970 en Roldán, Santa Fe. A los doce años inició su carrera profesional participando en importantes festivales organizados en su provincia, destacándose con el tiempo entre los grandes intérpretes del folclore local. Participó en la grabación de los discos de numerosos grupos y solistas, tales como Grupo Quebracho, Julián y Patricia Ratti, Carlos Pasano, entre otros.
Se destacó como guitarrista así también como cantante solista en grandes festivales como el “Festival Nacional de Folklore de Cosquín” (2008, 2009, 2010, 2011 y 2012); el “Festival de Jesús María” (2010); la “Fiesta Provincial de la Guitarra” (2007-2008, Nogoyá); el “Festival Provincial Folclórico del Pescador” (2006, Sauce Viejo); la “Fiesta Provincial de la Chamarrita” (2009, Santa Elena); el “Festival Nacional de Jineteada y Folclore de Diamante” (2009); el “Festival Folklórico del Nordeste Argentino” (2009, Reconquista) y otros tantos escenarios del país.
Su grupo musical estuvo integrado principalmente por los músicos Marcos Montes en bandoneón, Leandro Cena en bajo y Fernando Kurriger en percusión.

## Fallecimiento
Daniel Orellano murió el 22 de abril de 2023, a los 52 años.

## Concursos musicales
- 2017, Solista Vocal Masculino, ganador del 46.º Certamen para Nuevos Valores Pre Cosquín, Subsede Rafaela (Santa Fe)[5]

## Discografía
| - Tal como soy - Infancia de pueblo chico - El rancho'e la Cambicha - Tu regreso - Solo soy olvido - Penitas de ayer - Tú y la lluvia - No debiera quererte - La trampa - Mama vieja - Mi único amor - Si a la vuelta no estás vos - Sé que volverás - Imagínate | - Nada sin ti - Si tú me condenas - La compañera - Nada sin ti - Identidad Santiagueña - El cielo del albañil - Si pudiera volver - Quiero enamorarte - Prohibida - Orgullo Santafesino - La luna y el río - Dame una señal - Atada a mi piel | - Mis canciones preferidas - Luna cautiva - Pena y alegrías del amor - Mujer y amiga - Selección de canciones Qué pasa entre los dos Canción del adiós Amar amando - Zamba para olvidar - Alma mía - Zamba del cantor enamorado - La copa rota - Tú y la lluvia - Sin ti no valgo nada - Por este amor sin tiempo - Del tiempo de mi niñez |